# Leptogaster geniculata
Leptogaster geniculata là một loài ruồi trong họ Asilidae. Leptogaster geniculata được Macquart miêu tả năm 1850. Loài này phân bố ở miền Australasia.